# Бюро находок

Указатель «Бюро находок» в лондонском аэропорту

Бюро́ нахо́док (амер. англ. lost and found, брит. англ. lost property, нем. Fundbüro) — организация, занимающаяся каталогизацией, хранением и возвратом утерянных вещей.

## Организация

Один из вариантов символического обозначения бюро находок

Обычно бюро находок представляют собой муниципальную организацию. На некоторых больших предприятиях, а также в общественных местах с большим потоком посетителей (вокзалы, аэропорты, библиотеки, супермаркеты, выставки, ярмарки) организуются автономные бюро находок, которые самостоятельно финансируются предприятием, на территории которого они расположены.
После попадания утерянной вещи в бюро находок, бюро находок регистрирует эту вещь и пытается по внешним признакам установить её владельца. Если это невозможно, утерянная вещь остаётся в хранилище бюро находок на определённое время, по истечении которого она либо уничтожается, либо переходит в муниципальную собственность. Вещи, перешедшие в муниципальную собственность, продаются на специальном аукционе, выручка от которого поступает в городскую казну. Найденные наличные деньги передаются на временное хранение в банк. Утерянные документы — в полицию. Утерянные иностранные паспорта направляются в консульство страны владельца паспорта.
При обращении за утерянной вещью в бюро находок, владелец должен доказать принадлежность ему найденной вещи. При выдаче утерянной вещи, бюро находок удерживает с владельца заранее установленную плату за регистрацию и хранение этой вещи.

## История
Первое бюро находок было создано по распоряжению Наполеона в 1805 году в Париже, и было подчинено полицейскому управлению города Парижа.

## Закон
Права и обязанности владельца, нашедшего, а также деятельность бюро находок в России регламентируется гражданским кодексом (См. Статьи 227—234 ГК РФ). Соответствующие законы существуют практически в любой другой стране (напр. Fundgesetz — «Закон о находке» в Германии).
За находку согласно Статье 229 ГК РФ полагается вознаграждение, которое нашедший вправе потребовать от лица, управомоченного на получение вещи. Поскольку закон Российской Федерации не оговаривает точный размер вознаграждения (до 20 %), сумма вознаграждения устанавливается по договорённости нашедшего лица с владельцем утерянной вещи.

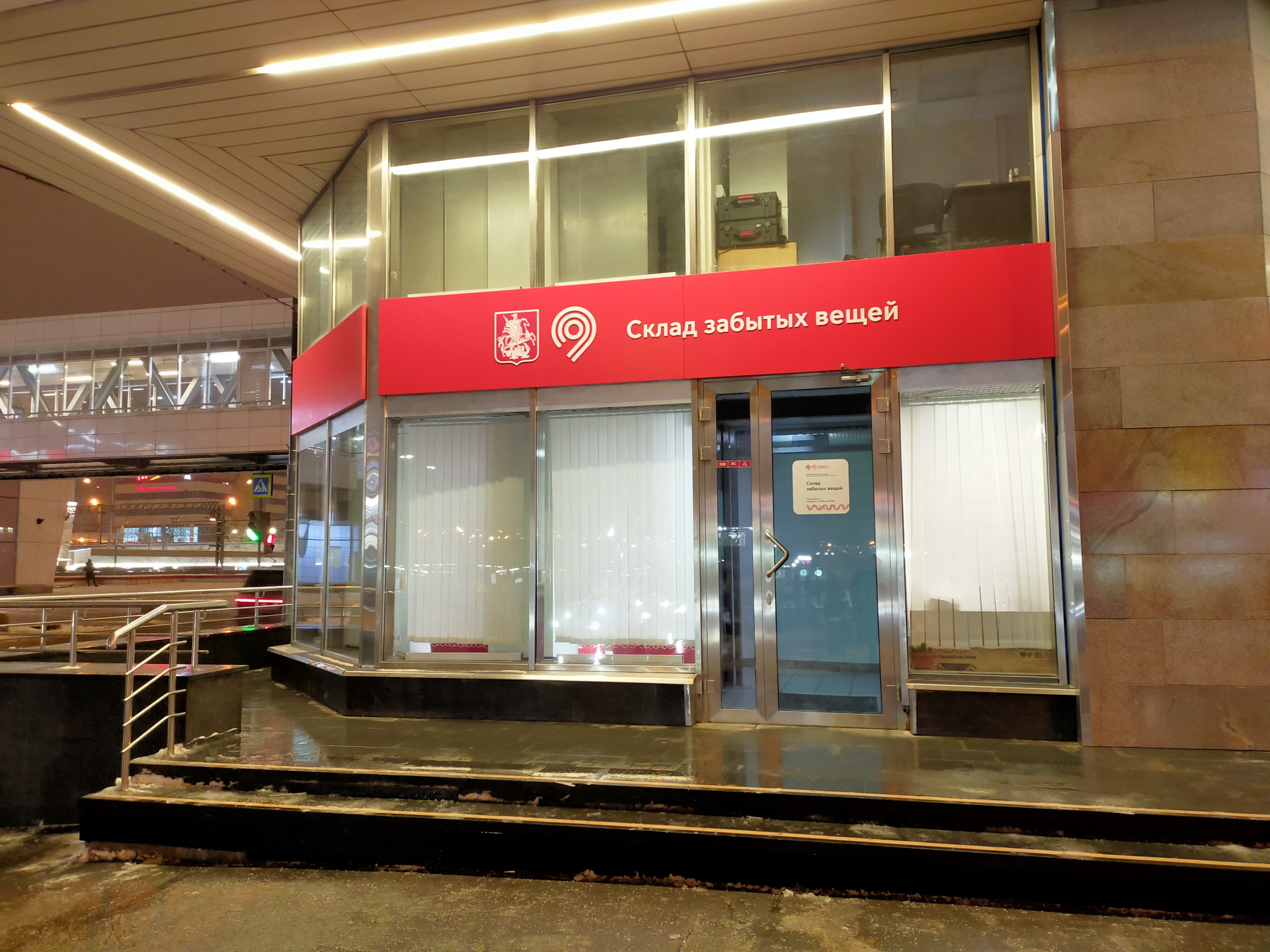
«Склад забытых вещей» Московского метрополитена у станции метро Черкизовская

Для сравнения в Германии нашедший может претендовать на вознаграждение в размере 3 % (при стоимости найденной вещи до 500 Евро) и 5 % (при стоимости от 500 Евро). При этом нашедшее лицо может также требовать компенсации расходов, связанных с хранением вещи, а также затрат на обнаружение владельца утерянной вещи.
В соответствии с Российским законодательством (152 ФЗ «О персональных данных») Бюро находок не могут использовать персональные данные людей, нашедших и потерявших вещь, без их письменного согласия.

## Статистика
Лондон
Ежегодно в лондонском общественном транспорте (метро, автобус, такси) теряются более 130 000 всевозможных вещей, включая 24 000 сумок, 10 000 мобильных телефонов.
Австрия
В 2006 году в Австрии было утеряно более 20 000 мобильных телефонов (подсчитано по количеству заявлений о краже). 1 480 мобильных телефонов были найдены и переданы в бюро находок.
Мюнхен
По официальной статистике бюро находок немецкого города Мюнхен, в 2006 поступило около 13 000 ключей, 5 000 сумок и рюкзаков, 3 500 предметов одежды, 3 000 кошельков, 1 600 мобильных телефонов, около 1 500 ювелирных изделий и часов. Из всех попавших в бюро находок вещей, удалось вернуть владельцам только около 20 % предметов.
Более 4 000 предметов попадают ежегодно в бюро находок знаменитого пивного фестиваля Октоберфест, проводящегося в городе Мюнхен. От мобильных телефонов и кошельков, до документов и ювелирных украшений. Так во время Октоберфеста в 2006 году было утеряно около 100 рюкзаков, 110 мобильных телефонов, 6 обручальных колец, 680 предметов одежды и 5 собак. Примерно 1 000 утерянных вещей были забраны владельцами ещё во время праздника. Остальные утерянные вещи были упакованы и отправлены в городское бюро находок.

## Альтернативы классическому бюро находок
В 2005 году прошло 200 лет со времени открытия первого бюро находок в Париже. С тех пор, принцип работы классического бюро находок практически не изменился. Неудивительно, что их работа по многим параметрам не отличается эффективностью и уже не соответствует требованиям современного мира. В последнее время, особенно в западных странах, стали появляться всевозможные альтернативы классическим бюро находок, а также системы, позволяющие защитить вещи от потери. Многие из этих альтернатив эффективно используют последние достижения в области техники и информационных технологий.

### Газеты
Практически все газеты районного масштаба имеют разделы, посвящённые найденным или разыскиваемым предметам. Объявление обычно можно разместить бесплатно либо за небольшую символическую плату.

### Электронные доски объявлений и форумы
На досках объявлений в интернете (BBS) и форумах можно легко, быстро и бесплатно разместить объявление о находке или потере. Многие доски объявлений предлагают поиск по всем объявлениям, что выгодно отличает электронные доски объявлений от газетных объявлений.

### Бюро находок в интернете
Основой таких бюро находок также являются бесплатные объявления о находках и потере. Бюро находок в интернете предоставляют, однако, более широкий диапазон услуг и очень часто организованы в виде порталов. Таким образом, они предоставляют широкую информационную поддержку своим клиентам. Онлайн-бюро находок нередко тесно сотрудничают с классическими бюро находок, приютами для животных и полицией. Статистика онлайн-бюро находок такова: на 100 утраченных вещей, примерно 13 найденных.

### Службы для потерянных ключей
В 1990-х годах появились компании, предлагающие сервисные услуги, которые позволяют получать утерянные ключи обратно. Этот сервис платный и подразумевает под собой приобретение специального брелока для ключей с уникальным идентификационным номером. Для идентификации владельца необходима предварительная регистрация владельца в базе данных компании, предоставляющей услугу. Нашедшему достаточно закинуть ключи в любой почтовый ящик или отнести их на почту. Затем ключи попадают в компанию, которая, руководствуясь информацией из своей базы данных, возвращает их владельцу за определённую символическую плату, включающую в себя также покрытие затрат на транспортировку.

### Защита от потери ценных вещей

Типичная наклейка для защиты от потери ценных вещей

В последнее время особенное распространение получил метод защиты всевозможных вещей от потери, который базируется на однозначной и в то же время анонимной идентификации владельца. Одной из самых острых проблем любого бюро находок является невозможность идентификации владельца. Около 80 % всех попавших в бюро находок вещей не возвращаются к своим владельцам.
Решение предлагаемое этими фирмами довольно простое. На каждый предмет прикрепляется специальная этикетка (наклейка, брелок) с уникальным номером. Этот уникальный номер регистрируется по телефону или через интернет в базе данных компании. Посредством этого уникального номера, можно с точностью в 100 % установить владельца потерянной вещи.
В большинстве случаев соответствующая фирма только сводит вместе обе стороны — потерявшую сторону и нашедшую, которые сами договариваются о возврате утерянной вещи и вознаграждении. Некоторые фирмы (StikCares, Бюро Находок Нового поколения, RETURNER) предлагают полный спектр услуг — от идентификации владельца до возврата утерянного предмета и выплаты вознаграждения. В этом случае фирма выступает как посредник и гарантирует полную анонимность потерявшей и нашедшей сторон. Более того, для повышения мотивации нашедшего вернуть утерянную вещь некоторые фирмы предлагают гарантированную выплату вознаграждения из собственных средств.

## Защита животных от потери

### Бирки и жетоны

Номерные жетоны для животных

Бирки и жетоны с выгравированным адресом или телефоном владельца животного — самый распространённый и простой на сегодняшний момент способ защиты домашних животных от потери.

### Татуировки
Одним из популярных способов защиты животных от потери, является специальная татуировка с номером, которую делают обычно на внутренней стороне ушных раковин (где нет волосяного покрова) животного. Далее этот номер заносится в базу данных, которая доступна через интернет.

### Чипирование
Чипирование является самым новым и технологичным способом защиты домашних животных от потери. С помощью обычной инъекции под кожу животного вводится RFID-микрочип (См. также Применения RFID). По размерам микрочип чуть больше рисового зёрнышка и представляет собой катушку индуктивности (частота соответствует стандарту ISO 11784), которая содержит цифровой код. Каждый микрочип имеет свой уникальный и не повторяющийся код, который можно считать специальным сканером. После введения микрочипа, номер чипа регистрируется в международной базе данных, а владельцу животного выдаётся соответствующий сертификат. Согласно директиве ЕС от 04.10.2002, домашние животные, путешествующие через границы ЕС, должны быть электронно идентифицированы.

## Интересные случаи

### Октоберфест
На немецком празднике пива Октоберфест в Мюнхене ежегодно теряются более 4 000 всевозможных вещей. Под воздействием пивных паров, люди теряют не только голову, но и те вещи, потерять которые казалось бы, просто не возможно. Так однажды было найдено покинутое инвалидное кресло, а количеству потерянных на празднике вставных челюстей уже никто не удивляется.
Кроме вещей, иногда теряются и весьма значительные денежные суммы. Работники бюро находок на Октоберфест рассказывают историю ещё тех времён, когда в Германии ходила немецкая марка. Один мужчина взял с собой на праздник 13 000 немецких марок (примерно 7000 евро) положив их в карман брюк. Находясь в состоянии алкогольного опьянения, вызванном обильным распитием пива, мужчина ухитрился потерять свои брюки вместе с деньгами. К счастью, брюки были найдены и возвращены владельцу вместе с деньгами. Нашедший человек получил своё законное вознаграждение за находку.

### ФБР
Недавно ФБР призналось в том, что его сотрудники постоянно теряют ноутбуки с секретной информацией. Как сообщила новостная служба BBC, кроме ноутбуков сотрудники теряют ещё и оружие. Всего ФБР за срок где-то с 1996 года потеряло 184 компьютера, по поводу 13 из них существует подозрение, что они украдены. Три пропавших ноутбука содержали сверхсекретную информацию. Кроме того, сотрудники Бюро потеряли 449 единиц огнестрельного оружия: пропадали пистолеты, револьверы, винтовки, полуавтоматическое оружие и даже автоматы. 184 единицы оружия были украдены, 265 — потеряны.